# Razisea wilburii
Razisea wilburii là một loài thực vật có hoa trong họ Ô rô. Loài này được McDade miêu tả khoa học đầu tiên năm 1982.